# Домеђе ди Кадоре
Домеђе ди Кадоре (итал. Domegge di Cadore) је насеље у Италији у округу Белуно, региону Венето.
Према процени из 2011. у насељу је живело 2548 становника. Насеље се налази на надморској висини од 768 м.

## Становништво
| 1951. | 1961. | 1971. | 1981. | 1991. | 2001. | 2011. |
| ----- | ----- | ----- | ----- | ----- | ----- | ----- |
| 2.676 | 2.770 | 2.793 | 2.711 | 2.695 | 2.645 | 2.575 |